# ابرهارد کنوبلوخ

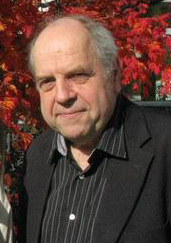
نگاره‌ٔ ابرهارد کنوبلوخ - ۲۰۰۹

ابرهارد کنوبلوخ (به آلمانی: Eberhard Knobloch) (زاده ۶ نوامبر ۱۹۴۳ در گرلیتز) تاریخ‌نگار ریاضیات اهل آلمان است. 

## زندگی و کارنامه
او در دانشگاه هومبولت برلین و نیز در دانشگاه فنی برلین به تحصیل زبان‌شناسی و ریاضیات پرداخت و پس از آن نخست معلم دبیرستان شد. سپس در دانشگاه فنی برلین به عنوان معلم تاریخ ریاضیات و تاریخ علم سرگرم به کار شد و در سال ۱۹۷۲ درجه دکتری خود را با رساله ای دربارهٔ ترکیبیات لایبنیتس با سرپرستی کریستوف اسکریبا دریافت کرد. او از سال ۱۹۷۶ مدیر بخش ریاضیات چاپ آثار لایبنیتس است. او در سال ۱۹۸۱ در دانشگاه فنی برلین به استادی رسید و در سال ۲۰۰۹ بازنشسته شد. در ۱۹۸۴ به عنوان استاد میهمان در دانشگاه لنینگراد به کار پرداخت. وی همچنین استاد میهمان در دانشگاه‌های چین غربی و اکول نرمال سوپریور بوده‌است. 
کنوبلوخ همچنین به پژوهش دربارهٔ صنعت در دوره رنسانس پرداخته است و برای نمونه پژوهشهایی دربارهٔ مهندس نظامی ماریانو تاکولا انجام داده است. وی همچنین در انتشار دفترچه یادداشتهای لئونهارد اویلر نیز همکاری داشته‌است. 
کنوبلوخ عضو موسسه تاریخ علم در پاریس و آکادمی علوم اروپا است. وی در سال ۲۰۰۶ رئیس انجمن اروپایی تاریخ علم بود. او همچنین از سال ۱۹۸۵ تا ۱۹۹۴ ویراستار مجله هیستوریا ماتماتیکا بوده‌است.